# Sciapus occultus
Sciapus occultus är en tvåvingeart som först beskrevs av Santos Abreu 1929.  Sciapus occultus ingår i släktet Sciapus och familjen styltflugor.
Artens utbredningsområde är Kanarieöarna. Inga underarter finns listade i Catalogue of Life.